# アメリカ合衆国副大統領
アメリカ合衆国副大統領（アメリカがっしゅうこくふくだいとうりょう、英語: Vice President of the United States of America, VPOTUS、通称：VP、Veep）は、アメリカ合衆国の行政府を代表する第2位の官職である。4年ごとに実施される大統領選挙によって、アメリカ合衆国大統領と共に選出される。なお歴代の副大統領は、以下の「#歴代副大統領一覧」を参照のこと。
現職は2025年1月20日より第50代のJ・D・ヴァンス（共和党）が在任している（在任：2025年1月20日 - 2029年1月20日、2024年アメリカ合衆国大統領選挙による選出）。

## 職務

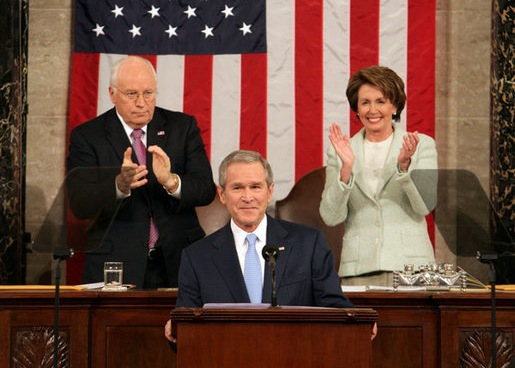
ジョージ・W・ブッシュ大統領一般教書演説において上院議長として会議を主宰するディック・チェイニー副大統領（写真左、2007年1月23日）

### 大統領の次席
アメリカ合衆国大統領が死亡・辞任・免職などにより欠けた場合は、副大統領が大統領に昇格する（アメリカ合衆国憲法修正25条第1節）。
事故・病気などにより大統領が一時的に職務遂行不能になった場合は、副大統領が臨時に大統領権限を代行する。副大統領による代行がなされた実際の事例は、大統領が手術や検査で麻酔処置を受けるに際して明示的に権限を一時委譲したケースのみである。憲法修正第25条第3節の規定では、大統領による反対申し立てがあった時点で大統領が職権を回復する。同条第4節では、一応の意思表示には支障が無い大統領が精神的な責任能力を失ったような場合を想定し、副大統領と閣僚の過半数が申し立て議会両院それぞれで3分の2の多数による承認議決があれば、大統領による反対申し立てがあった場合でも副大統領が大統領権限を代行することを規定する。
大統領の名代として儀式に参列したり、外交上の接受や表敬訪問を行ったりする職務も大統領から都度委ねられる。

### 上院議長
副大統領は上院議長（じょういんぎちょう、President of the Senate）を兼務し、可否同数の場合のみ均衡を破る1票（議長決裁票、Tie Breaking Votes）を投じる。議院規則により、議論に参加することはできない。
旧来は実際に上院本会議の議事を主宰していたが、今日では議事を主宰することは稀である。現代では通常の議事進行を上院仮議長代行が行う。
1960年代初頭までは日常的に上院本会議の議事進行を司っていた。副大統領に上院議員出身の者が圧倒的に多い一因もここにある。しかし第二次世界大戦終盤から冷戦中にかけての重要な時期に、ハリー・トルーマン、リンドン・ジョンソン、ジェラルド・フォードが次々に大統領に昇格するという事態が起こると、以後の副大統領にはもっぱら大統領の「スペア」としての存在が求められるようになり、その結果ホワイトハウスに出入りして閣議に出席することの方が日常的となり、上院本会議の議事進行を行うことは稀となった。
国家的な儀式としての重要性の高い議長職務は今日でも副大統領自身が務める。大統領の一般教書演説などが行なわれる上下両院合同会議では、下院議長と共に共同議長として下院本会議場議長席に立つ。また大統領選挙の選挙人投票結果は各州より上院議長としての副大統領に送付され、両院合同会議で副大統領自身の議事進行により集計・認証する。この際副大統領自身が大統領候補もしくは副大統領候補であっても、それを理由として任務を上院仮議長等に委ねることは無く、自らの得票数と当落を最終的に認証する立場になることも多い。上院の改選・補欠選挙、あるいは補欠選挙まで務める議員の任命が行われた際、議長として本会議で議員の着任を宣言し就任宣誓を取り仕切ることも副大統領が自ら行う。

## 位置付け

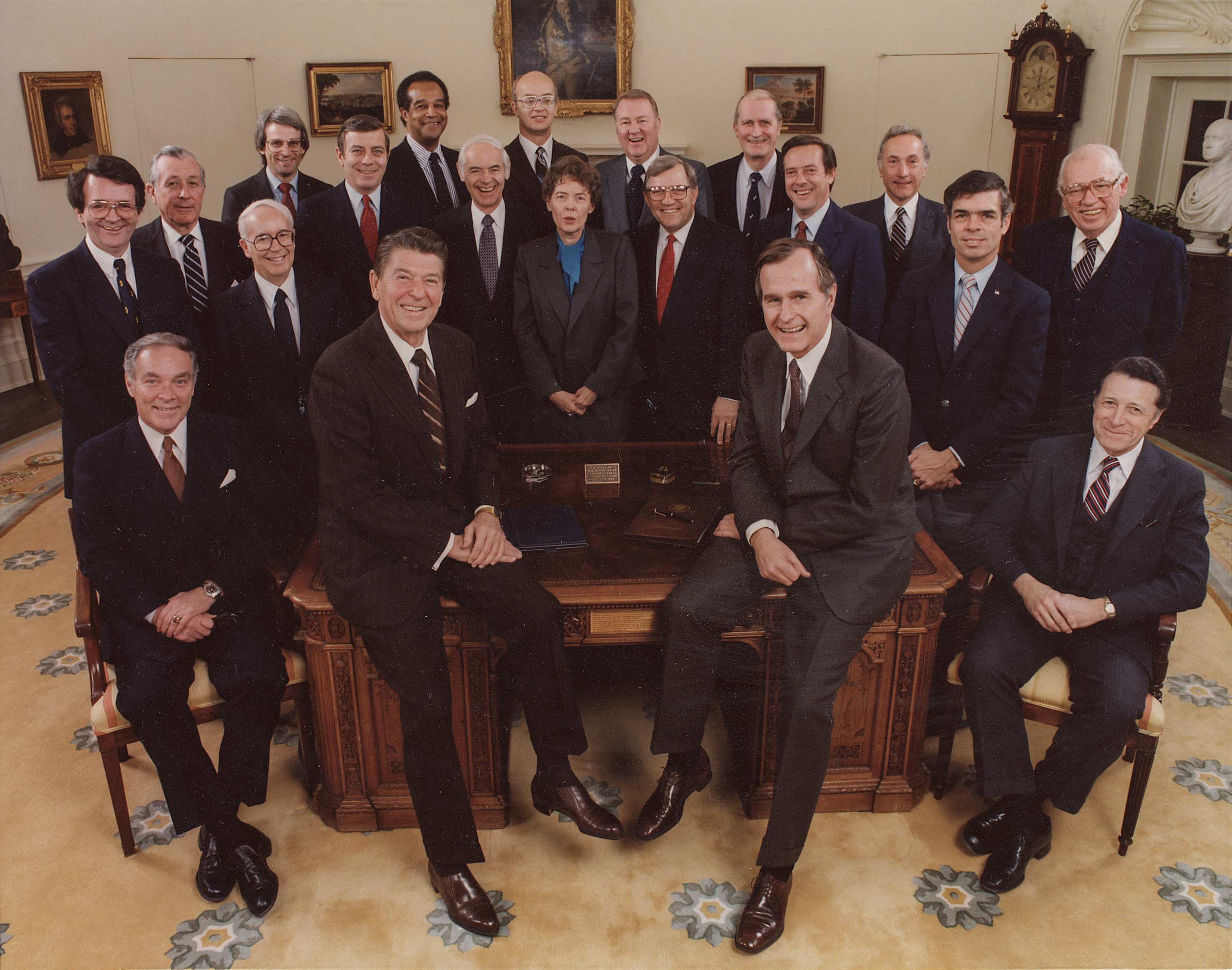
ジョージ・H・W・ブッシュ副大統領（前列中央右）とロナルド・レーガン大統領（同左）および閣僚たち（1981年）

副大統領職は創設以来長らく閑職であり、初代副大統領のジョン・アダムズは「人類が発明した最も無意味な職務」（"the most insignificant office that ever the invention of man"）だと、夫人への書簡で嘆いた。政府の政策への関与は小さく、ハリー・S・トルーマン副大統領は第二次世界大戦末期、フランクリン・ルーズベルト大統領死去による昇格時に初めて自国の原爆開発プロジェクトの存在を知らされたほどだった。大統領補佐官たちのオフィスがホワイトハウスのウエストウイングにある大統領執務室と同棟に設けられているのに対し、副大統領府がウエストウイングから小道を挟んだ別棟のアイゼンハワー行政府ビルに設けられているのは象徴的である。
しかし近年では、行政権の肥大化によって過重になった大統領の職責を分担していく傾向にある。1993年、ビル・クリントン政権の副大統領に就任したアル・ゴアは通信政策や環境政策などを担当した。2001年にジョージ・W・ブッシュ政権の副大統領に就任したディック・チェイニーは当初より将来における大統領選への不出馬と実務担当を公言してホワイトハウス入りし、オフィスもウエストウイング内に構えた。2017年、ドナルド・トランプ政権の副大統領に就任したマイク・ペンスも、ウエストウイングに執務室を持っていた。
とりわけ2021年に就任したカマラ・ハリスの場合、大統領のジョー・バイデンが就任当時既に78歳と高齢で体力的に不安があったため、副大統領であるハリスの役割が従来よりも極めて重要視された。
公邸オブザーバトリー・サークル1番地は1974年よりアメリカ海軍天文台内に設けられた。

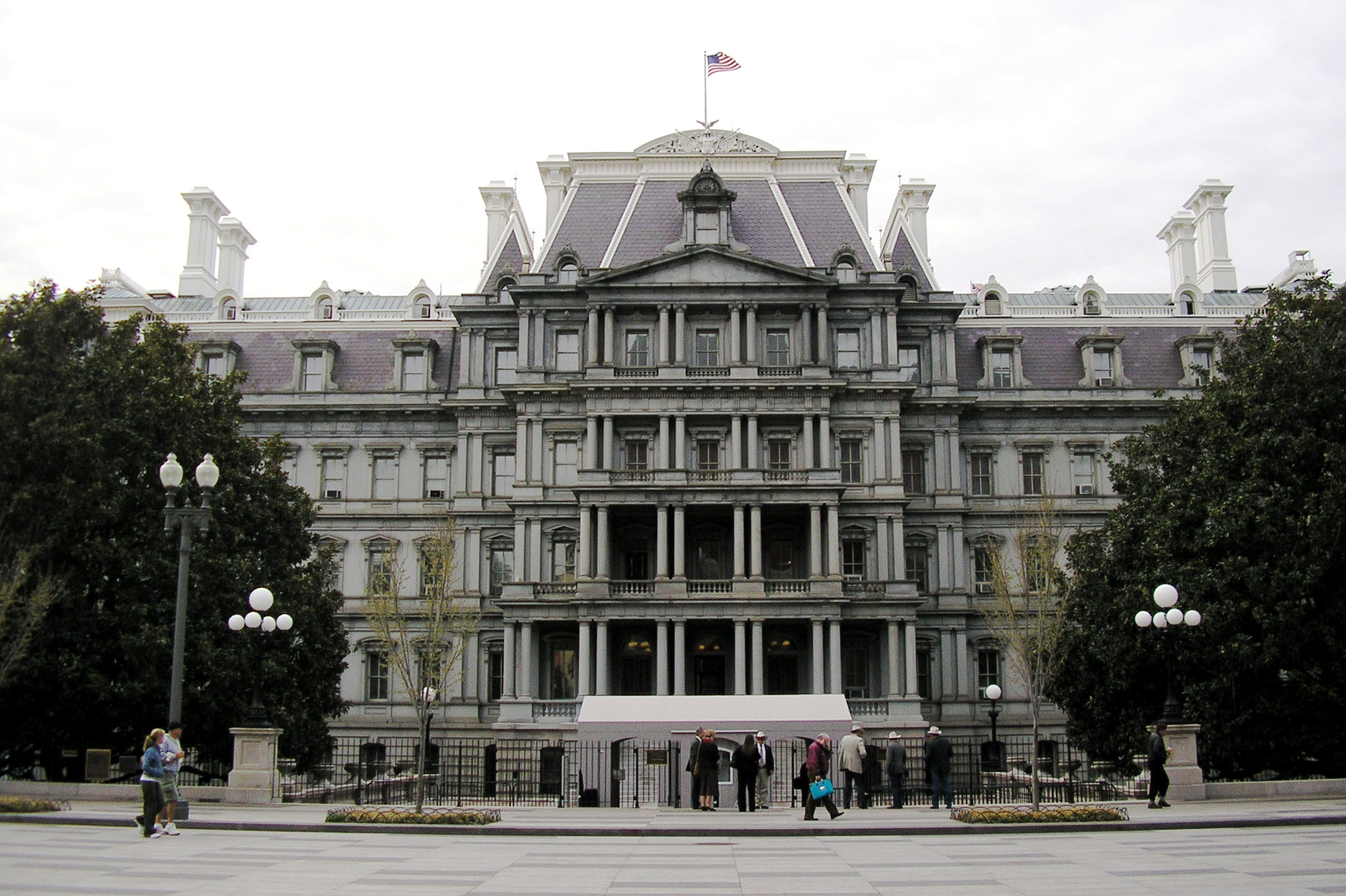
副大統領府のあるアイゼンハワー行政府ビル
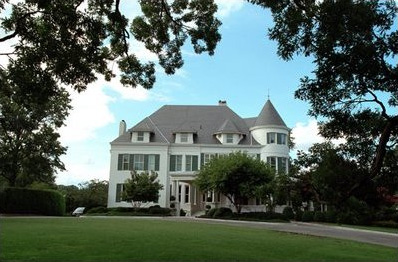
副大統領公邸

## 選出

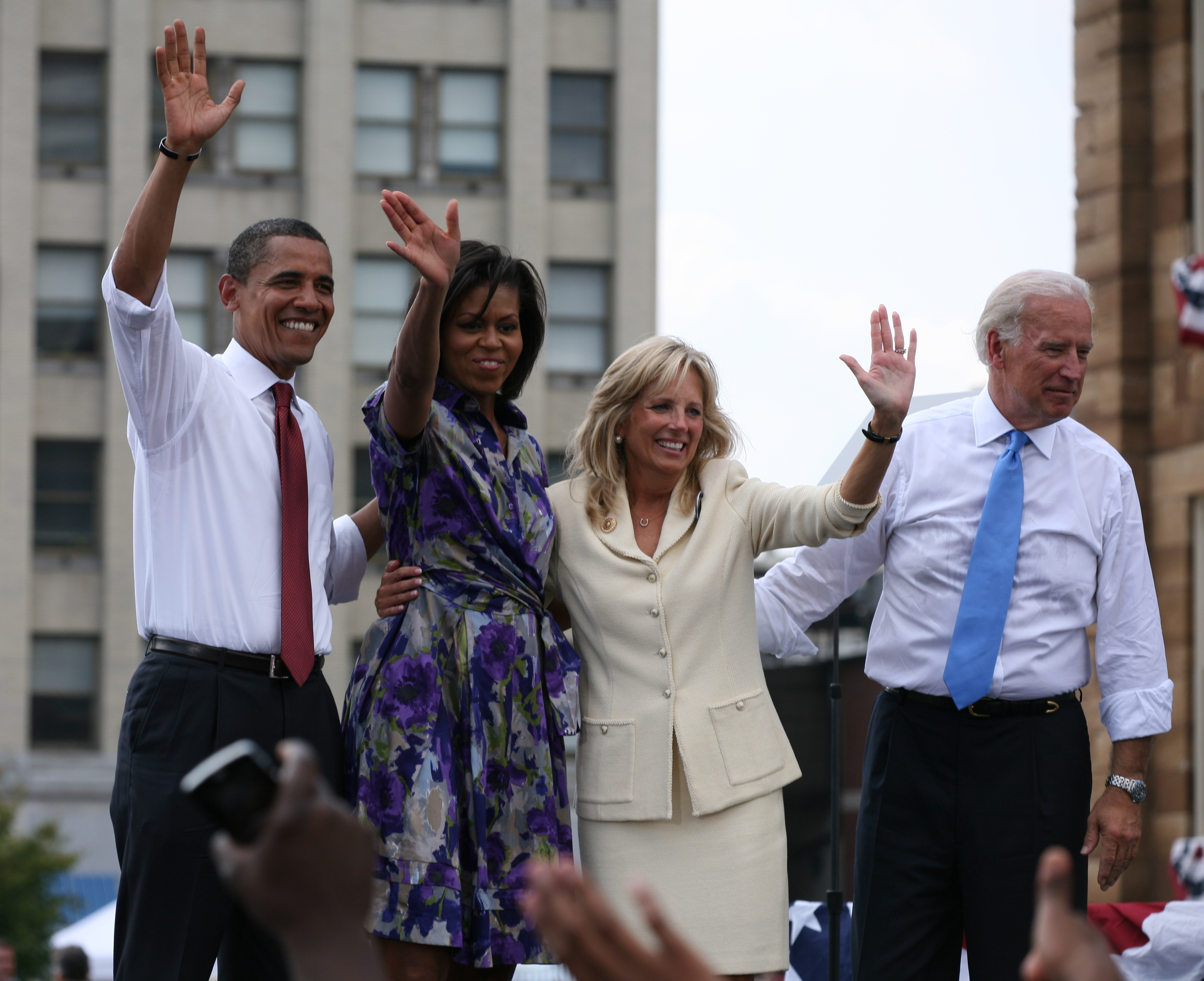
選挙活動中のジョー・バイデン副大統領候補夫妻（右）とバラク・オバマ大統領候補夫妻（左）。2008年。

4年ごとの大統領選挙の年は、年明けから各州で予備選挙や党員集会が行われ、春過ぎ頃には大統領候補指名を獲得するために必要な全国党大会代議員の過半数または大多数を得た候補が明らかになってくる。大統領候補指名の獲得が確実になると、その候補は夏の全国党大会に先立って「ランニングメイト」（Running Mate、伴走候補とも）と呼ばれる副大統領候補の内定者を発表する。このように、大統領候補指名が確定した者が副大統領指名候補の人選を行うが、形式上は党大会が正副の大統領指名候補者を決定する。
こうして大統領選は本番を迎えるが、副大統領候補となった者は多くの場合、知名度で大統領候補に大きく引けを取るので、選挙戦の前半は文字通り大統領の伴走者として二人三脚で各地を転戦し、顔と名前を売ることに努めることとなる。
大統領選挙は形式の上では間接選挙であるため、11月第1月曜日の翌日の一般投票日に有権者が票を投じるのは、それぞれ特定の「大統領候補と副大統領候補のペア」への投票をあらかじめ誓約している選挙人団に対してである。したがって大統領候補と副大統領候補の一般投票での得票は同数とみなされ、大統領候補が当選すれば、その副大統領候補も当選者となる。
制定当初のアメリカ合衆国憲法では各選挙人は2票を投じ、最多得票の候補が大統領、得票数2位の候補が副大統領となる規定であった。しかしこれは政党単位で争われる選挙にはなじまないため、1804年6月発効の憲法修正第12条で、大統領候補と副大統領候補に対する別個の投票を行う制度に改められた。選挙人による投票で過半数を得た候補がない場合、副大統領は副大統領候補の高得票者2名から上院で選出される。選挙に当選した副大統領候補は次期副大統領（vice president-elect）と呼ばれる。
このように固有の職務を担う複数の候補が組み合わせとして単一投票の候補者となっていることを「チケット」（ticket）という。通常、副大統領候補には大統領候補と支持基盤、政策、キャラクターなどが異なる人物が選ばれ、大統領候補の弱点を補完することになる。大統領候補と副大統領候補が夢の組み合わせのような場合には、これを特に「ドリームチケット」という。再選出馬の場合は現職副大統領が引き続き指名されることが一般的であるが、フランクリン・ルーズベルトのように別の者を指名することもある。またジョージ・マクガヴァンのように、一旦指名された伴走副大統領候補を交代させた例もある。
副大統領が大統領昇格・死亡・辞任・免職などにより欠けた場合は、大統領の指名と上下両院の過半数の承認をもって、新副大統領が就任する。2度の例があり、いずれも共和党所属の大統領が、民主党支配の両院の同意を得て、中道寄りの共和党員を副大統領に指名した事例である。

## 資格
アメリカ合衆国憲法修正第12条は副大統領に大統領と同様の資格を求めており、生まれながらにしてのアメリカ合衆国市民であり、通算14年以上アメリカ合衆国に居住する、35歳以上の者に副大統領としての資格がある。
またアメリカ合衆国憲法修正第22条は大統領の3選を禁止しているが、大統領を2期務めた者がその後副大統領になることができるかどうかについては、憲法に規定がない。
一般に憲法学者は、修正22条が禁じているのは「大統領に3回以上選ばれること」であって「大統領職を3期以上務めること」ではないので、大統領を2期務めた者がその後副大統領になり、さらにその後大統領に昇格してもう1期務めることは憲法上は可能だとしている。
2000年アメリカ合衆国大統領選挙では、共和党のジョージ・W・ブッシュ候補相手に苦戦が予想されていた民主党のアル・ゴア候補に対して、伴走候補に退任を控えたクリントン大統領を推す案が取り沙汰された。冷めやらぬクリントン人気をもってすれば勝利確実のドリームチケットと期待する向きも多かったが、脱クリントン色を願うゴア候補はこれに乗らず、結局副大統領候補にはジョー・リーバーマン上院議員を指名、獲得票数ではブッシュを上回ったものの、選挙制度の関係で敗退している。
大統領が死亡や辞任などで欠けて副大統領が大統領に昇格した場合、前大統領の任期が残り2年以内であれば、その後の大統領選挙に2度挑戦できる。つまりアメリカ合衆国大統領は最高で10年出来ることになる。ただしアメリカ合衆国憲法修正第22条によりこの制度が導入された後に、8年を超えて大統領を務めた者はいない。
アメリカ合衆国憲法修正第12条で、選挙人はいずれかの1票を自分とは別の州の住民に投じなければならないと規定されているため、正副大統領候補の州籍が一致していると、当選は不可能ではないしてもハンデキャップを負うことになる。2000年の大統領選挙では、共和党の正副大統領候補の州籍がともにテキサス州であったため、同党副大統領候補のディック・チェイニーが、以前住んでいたワイオミング州に有権者登録と運転免許登録を移したことがある。この選挙では両候補ともテキサス州から得票している。

## 出身
大統領職同様、キリスト教プロテスタントの白人（広義のWASP）男性が選出されることがほとんどである。
2008年大統領選挙では、ローマ・カトリックの白人男性であるジョー・バイデンが当選し、2009年1月20日から2017年1月20日まで務めた（バイデンはその後、2020年の大統領選挙に出馬し当選、2021年1月20日より第46代アメリカ合衆国大統領を務める）。
プロテスタント白人男性以外の2大政党指名候補としては、以下が挙げられる。
- カトリック白人女性：ジェラルディン・フェラーロ
- ユダヤ教徒白人男性：ジョー・リーバーマン
- プロテスタント白人女性：サラ・ペイリン
- プロテスタントでジャマイカ系黒人の父親とヒンドゥー教徒でインド系の母親を持つ黒人女性：カマラ・ハリス

なお、カマラ・ハリスは2020年の大統領選挙でジョー・バイデンの副大統領候補となり当選、2021年1月20日より第49代アメリカ合衆国副大統領を務める。女性、アジア系、アフリカ系のいずれの点でも、史上初の副大統領である。

## 歴代副大統領一覧
| 代       | 肖像                             | 副大統領                                                 | 就任           | 退任               | 政党       | 大統領                                                |
| -------- | -------------------------------- | -------------------------------------------------------- | -------------- | ------------------ | ---------- | ----------------------------------------------------- |
| 1        | ジョン・アダムズ                 | ジョン・アダムズ John Adams                              | 1789年4月21日  | 1797年3月4日       | 連邦党     | ジョージ・ワシントン                                  |
| 2        | トーマス・ジェファーソン         | トーマス・ジェファーソン Thomas Jefferson                | 1797年3月4日   | 1801年3月4日       | 民主共和党 | ジョン・アダムズ                                      |
| 3        | アーロン・バー                   | アーロン・バー Aaron Burr                                | 1801年3月4日   | 1805年3月4日       | 民主共和党 | トーマス・ジェファーソン                              |
| 4        | ジョージ・クリントン             | ジョージ・クリントン George Clinton                      | 1805年3月4日   | 1812年4月20日死亡  | 民主共和党 | トーマス・ジェファーソン ジェームズ・マディソン       |
| （不在） | （不在）                         | （不在）                                                 | 1812年4月20日  | 1813年3月4日       |            | ジェームズ・マディソン                                |
| 5        | エルブリッジ・ゲリー             | エルブリッジ・ゲリー Elbridge Gerry                      | 1813年3月4日   | 1814年11月23日死亡 | 民主共和党 | ジェームズ・マディソン                                |
| （不在） | （不在）                         | （不在）                                                 | 1814年11月23日 | 1817年3月4日       |            | ジェームズ・マディソン                                |
| 6        | ダニエル・トンプキンズ           | ダニエル・トンプキンズ Daniel D. Tompkins                | 1817年3月4日   | 1825年3月4日       | 民主共和党 | ジェームズ・モンロー                                  |
| 7        | ジョン・カルフーン               | ジョン・カルフーン John Caldwell Calhoun                 | 1825年3月4日   | 1832年12月28日辞任 | 民主共和党 | ジョン・クィンシー・アダムズ アンドリュー・ジャクソン |
| （不在） | （不在）                         | （不在）                                                 | 1832年12月28日 | 1833年3月4日       |            | アンドリュー・ジャクソン                              |
| 8        | マーティン・ヴァン・ビューレン   | マーティン・ヴァン・ビューレン Martin Van Buren          | 1833年3月4日   | 1837年3月4日       | 民主党     | アンドリュー・ジャクソン                              |
| 9        | リチャード・メンター・ジョンソン | リチャード・メンター・ジョンソン Richard Mentor Johnson  | 1837年3月4日   | 1841年3月4日       | 民主党     | マーティン・ヴァン・ビューレン                        |
| 10       | ジョン・タイラー                 | ジョン・タイラー John Tyler                              | 1841年3月4日   | 1841年4月4日昇格   | ホイッグ党 | ウィリアム・ハリソン                                  |
| （不在） | （不在）                         | （不在）                                                 | 1841年4月4日   | 1845年3月4日       |            | ジョン・タイラー                                      |
| 11       | ジョージ・ダラス                 | ジョージ・ダラス George Mifflin Dallas                   | 1845年3月4日   | 1849年3月4日       | 民主党     | ジェームズ・ポーク                                    |
| 12       | ミラード・フィルモア             | ミラード・フィルモア Millard Fillmore                    | 1849年3月4日   | 1850年7月9日昇格   | ホイッグ党 | ザカリー・テイラー                                    |
| （不在） | （不在）                         | （不在）                                                 | 1850年7月9日   | 1853年3月4日       |            | ミラード・フィルモア                                  |
| 13       | ウィリアム・R・キング            | ウィリアム・R・キング William Rufus de Vane King         | 1853年3月4日   | 1853年4月18日死亡  | 民主党     | フランクリン・ピアース                                |
| （不在） | （不在）                         | （不在）                                                 | 1853年4月18日  | 1857年3月4日       |            | フランクリン・ピアース                                |
| 14       | ジョン・ブレッキンリッジ         | ジョン・ブレッキンリッジ John Cabell Breckinridge        | 1857年3月4日   | 1861年3月4日       | 民主党     | ジェームズ・ブキャナン                                |
| 15       | ハンニバル・ハムリン             | ハンニバル・ハムリン Hannibal Hamlin                     | 1861年3月4日   | 1865年3月4日       | 共和党     | エイブラハム・リンカーン                              |
| 16       | アンドリュー・ジョンソン         | アンドリュー・ジョンソン Andrew Johnson                  | 1865年3月4日   | 1865年4月15日昇格  | 民主党     | エイブラハム・リンカーン                              |
| （不在） | （不在）                         | （不在）                                                 | 1865年4月15日  | 1869年3月4日       |            | アンドリュー・ジョンソン                              |
| 17       | スカイラー・コルファクス         | スカイラー・コルファクス Schuyler Colfax                 | 1869年3月4日   | 1873年3月4日       | 共和党     | ユリシーズ・グラント                                  |
| 18       | ヘンリー・ウィルソン             | ヘンリー・ウィルソン Henry Wilson                        | 1873年3月4日   | 1875年11月22日死亡 | 共和党     | ユリシーズ・グラント                                  |
| （不在） | （不在）                         | （不在）                                                 | 1875年11月22日 | 1877年3月4日       |            | ユリシーズ・グラント                                  |
| 19       | ウィリアム・A・ウィーラー        | ウィリアム・A・ウィーラー William Almon Wheeler          | 1877年3月4日   | 1881年3月4日       | 共和党     | ラザフォード・ヘイズ                                  |
| 20       | チェスター・A・アーサー          | チェスター・A・アーサー Chester Alan Arthur              | 1881年3月4日   | 1881年9月19日昇格  | 共和党     | ジェームズ・ガーフィールド                            |
| （不在） | （不在）                         | （不在）                                                 | 1881年9月19日  | 1885年3月4日       |            | チェスター・A・アーサー                               |
| 21       | トーマス・A・ヘンドリックス      | トーマス・A・ヘンドリックス Thomas Andrews Hendricks     | 1885年3月4日   | 1885年11月25日死亡 | 民主党     | グロバー・クリーブランド                              |
| （不在） | （不在）                         | （不在）                                                 | 1885年11月25日 | 1889年3月4日       |            | グロバー・クリーブランド                              |
| 22       | リーヴァイ・モートン             | リーヴァイ・モートン Levi Parsons Morton                 | 1889年3月4日   | 1893年3月4日       | 共和党     | ベンジャミン・ハリソン                                |
| 23       | アドレー・E・スティーブンソン    | アドレー・E・スティーブンソン Adlai Ewing Stevenson      | 1893年3月4日   | 1897年3月4日       | 民主党     | グロバー・クリーブランド                              |
| 24       | ギャレット・A・ホーバート        | ギャレット・A・ホーバート Garret Augustus Hobart         | 1897年3月4日   | 1899年11月21日死亡 | 共和党     | ウィリアム・マッキンリー                              |
| （不在） | （不在）                         | （不在）                                                 | 1899年11月21日 | 1901年3月4日       |            | ウィリアム・マッキンリー                              |
| 25       | セオドア・ルーズベルト           | セオドア・ルーズベルト Theodore Roosevelt II             | 1901年3月4日   | 1901年9月14日昇格  | 共和党     | ウィリアム・マッキンリー                              |
| （不在） | （不在）                         | （不在）                                                 | 1901年9月14日  | 1905年3月4日       |            | セオドア・ルーズベルト                                |
| 26       | チャールズ・W・フェアバンクス    | チャールズ・W・フェアバンクス Charles Warren Fairbanks   | 1905年3月4日   | 1909年3月4日       | 共和党     | セオドア・ルーズベルト                                |
| 27       | ジェームズ・S・シャーマン        | ジェームズ・S・シャーマン James Schoolcraft Sherman      | 1909年3月4日   | 1912年10月30日死亡 | 共和党     | ウィリアム・タフト                                    |
| （不在） | （不在）                         | （不在）                                                 | 1912年10月30日 | 1913年3月4日       |            | ウィリアム・タフト                                    |
| 28       | トーマス・R・マーシャル          | トーマス・R・マーシャル Thomas Riley Marshall            | 1913年3月4日   | 1921年3月4日       | 民主党     | ウッドロウ・ウィルソン                                |
| 29       | カルビン・クーリッジ             | カルビン・クーリッジ John Calvin Coolidge, Jr.           | 1921年3月4日   | 1923年8月2日昇格   | 共和党     | ウォレン・ハーディング                                |
| （不在） | （不在）                         | （不在）                                                 | 1923年8月2日   | 1925年3月4日       |            | カルビン・クーリッジ                                  |
| 30       | チャールズ・ドーズ               | チャールズ・ドーズ Charles Gates Dawes                   | 1925年3月4日   | 1929年3月4日       | 共和党     | カルビン・クーリッジ                                  |
| 31       | チャールズ・カーティス           | チャールズ・カーティス Charles Curtis                    | 1929年3月4日   | 1933年3月4日       | 共和党     | ハーバート・フーヴァー                                |
| 32       | ジョン・N・ガーナー              | ジョン・N・ガーナー John Nance Garner                    | 1933年3月4日   | 1941年1月20日      | 民主党     | フランクリン・ルーズベルト                            |
| 33       | ヘンリー・A・ウォレス            | ヘンリー・A・ウォーレス Henry Agard Wallace              | 1941年1月20日  | 1945年1月20日      | 民主党     | フランクリン・ルーズベルト                            |
| 34       | ハリー・S・トルーマン            | ハリー・S・トルーマン Harry S. Truman                    | 1945年1月20日  | 1945年4月12日昇格  | 民主党     | フランクリン・ルーズベルト                            |
| （不在） | （不在）                         | （不在）                                                 | 1945年4月12日  | 1949年1月20日      |            | ハリー・S・トルーマン                                 |
| 35       | アルバン・W・バークリー          | アルバン・W・バークリー Alben William Barkley            | 1949年1月20日  | 1953年1月20日      | 民主党     | ハリー・S・トルーマン                                 |
| 36       | リチャード・ニクソン             | リチャード・ニクソン Richard Milhouse Nixon              | 1953年1月20日  | 1961年1月20日      | 共和党     | ドワイト・D・アイゼンハワー                           |
| 37       | リンドン・ジョンソン             | リンドン・ジョンソン Lyndon Baines Johnson               | 1961年1月20日  | 1963年11月22日昇格 | 民主党     | ジョン・F・ケネディ                                   |
| （不在） | （不在）                         | （不在）                                                 | 1963年11月22日 | 1965年1月20日      |            | リンドン・ジョンソン                                  |
| 38       | ヒューバート・H・ハンフリー      | ヒューバート・H・ハンフリー Hubert Horatio Humphrey II   | 1965年1月20日  | 1969年1月20日      | 民主党     | リンドン・ジョンソン                                  |
| 39       | スピロ・アグニュー               | スピロ・アグニュー Spiro Theodore Agnew                  | 1969年1月20日  | 1973年10月10日辞任 | 共和党     | リチャード・ニクソン                                  |
| （不在） | （不在）                         | （不在）                                                 | 1973年10月10日 | 1973年12月6日      |            | リチャード・ニクソン                                  |
| 40       | ジェラルド・R・フォード          | ジェラルド・R・フォード Gerald Rudolph "Jerry" Ford, Jr. | 1973年12月6日  | 1974年8月9日昇格   | 共和党     | リチャード・ニクソン                                  |
| （不在） | （不在）                         | （不在）                                                 | 1974年8月9日   | 1974年12月19日     |            | ジェラルド・R・フォード                               |
| 41       | ネルソン・ロックフェラー         | ネルソン・ロックフェラー Nelson Aldrich Rockefeller      | 1974年12月19日 | 1977年1月20日      | 共和党     | ジェラルド・R・フォード                               |
| 42       | ウォルター・モンデール           | ウォルター・モンデール Walter Frederick "Fritz" Mondale  | 1977年1月20日  | 1981年1月20日      | 民主党     | ジミー・カーター                                      |
| 43       | ジョージ・H・W・ブッシュ         | ジョージ・H・W・ブッシュ George Herbert Walker Bush      | 1981年1月20日  | 1989年1月20日      | 共和党     | ロナルド・レーガン                                    |
| 44       | ダン・クエール                   | ダン・クエール James Danforth "Dan" Quayle III           | 1989年1月20日  | 1993年1月20日      | 共和党     | ジョージ・H・W・ブッシュ                              |
| 45       | アル・ゴア                       | アル・ゴア Albert Arnold "Al" Gore, Jr.                  | 1993年1月20日  | 2001年1月20日      | 民主党     | ビル・クリントン                                      |
| 46       | ディック・チェイニー             | ディック・チェイニー Richard Bruce "Dick" Cheney         | 2001年1月20日  | 2009年1月20日      | 共和党     | ジョージ・W・ブッシュ                                 |
| 47       | ジョー・バイデン                 | ジョー・バイデン Joseph Robinette "Joe" Biden, Jr.       | 2009年1月20日  | 2017年1月20日      | 民主党     | バラク・オバマ                                        |
| 48       | マイク・ペンス                   | マイク・ペンス Michael Richard "Mike" Pence              | 2017年1月20日  | 2021年1月20日      | 共和党     | ドナルド・トランプ                                    |
| 49       | カマラ・ハリス                   | カマラ・ハリス Kamala Devi Harris                        | 2021年1月20日  | 2025年1月20日      | 民主党     | ジョー・バイデン                                      |
| 50       | J. D. ヴァンス                   | J・D・ヴァンス James David Vance                         | 2025年1月20日  | 現職               | 共和党     | ドナルド・トランプ                                    |

## 各種記録
大統領に昇格した副大統領

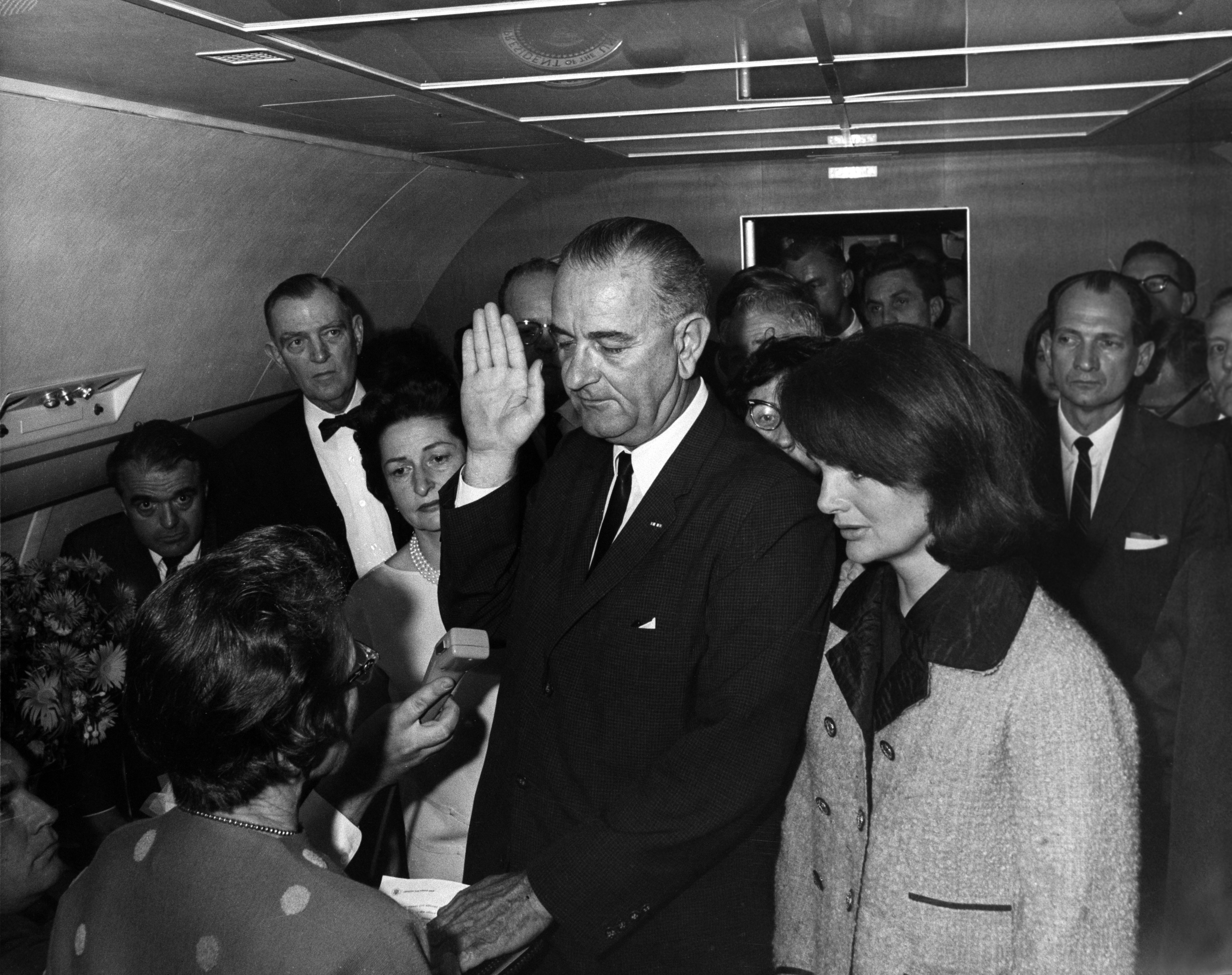
大統領専用機上で宣誓式を行い大統領に昇格する副大統領リンドン・ジョンソン（中央）と証人を務めるジャクリーン・ケネディ（右）(1963年11月22日)

1. ジョン・タイラー： 1841年4月4日、ウィリアム・ヘンリー・ハリソン大統領病死により昇格。
2. ミラード・フィルモア： 1850年7月9日、テイラー大統領病死により昇格。
3. アンドリュー・ジョンソン： 1863年4月15日、リンカーン大統領暗殺により昇格。
4. チェスター・アーサー： 1881年9月20日、ガーフィールド大統領暗殺により昇格。
5. セオドア・ルーズベルト： 1901年9月14日、マッキンリー大統領暗殺により昇格。
6. カルヴァン・クーリッジ： 1923年8月3日、ハーディング大統領病死により昇格。
7. ハリー・トルーマン： 1945年4月12日、フランクリン・ルーズベルト大統領病死により昇格。
8. リンドン・ジョンソン： 1963年11月22日、ケネディ大統領暗殺により昇格。
9. ジェラルド・フォード： 1974年8月9日、ニクソン大統領辞任により昇格。

大統領権限を一時的に委譲された副大統領
1. ジョージ・H・W・ブッシュ： レーガン大統領の全身麻酔を必要とする大腸ポリープ摘出手術に伴い、1985年7月13日、約8時間にわたって大統領権限を臨時代行。
2. ディック・チェイニー： ジョージ・W・ブッシュ大統領の全身麻酔を必要とする大腸内視鏡検査に伴い、2002年6月29日、約2時間にわたって大統領権限を臨時代行。また同様の理由で、2007年7月21日、約2時間にわたって大統領権限を臨時代行。
3. カマラ・ハリス： バイデン大統領の麻酔を必要とする大腸内視鏡検査に伴い、2021年11月19日、85分間にわたって大統領権限を臨時代行。

在任中死亡した副大統領
1. ジョージ・クリントン： 1812年死亡。
2. エルブリッジ・ゲリー： 1814年死亡。
3. ウィリアム・キング： 1853年死亡。
4. ヘンリー・ウィルソン： 1875年死亡。
5. トマス・ヘンドリックス： 1885年死亡。
6. ギャレット・ホーバート： 1899年死亡。
7. ジェームズ・シャーマン： 1912年死亡。

辞任した副大統領

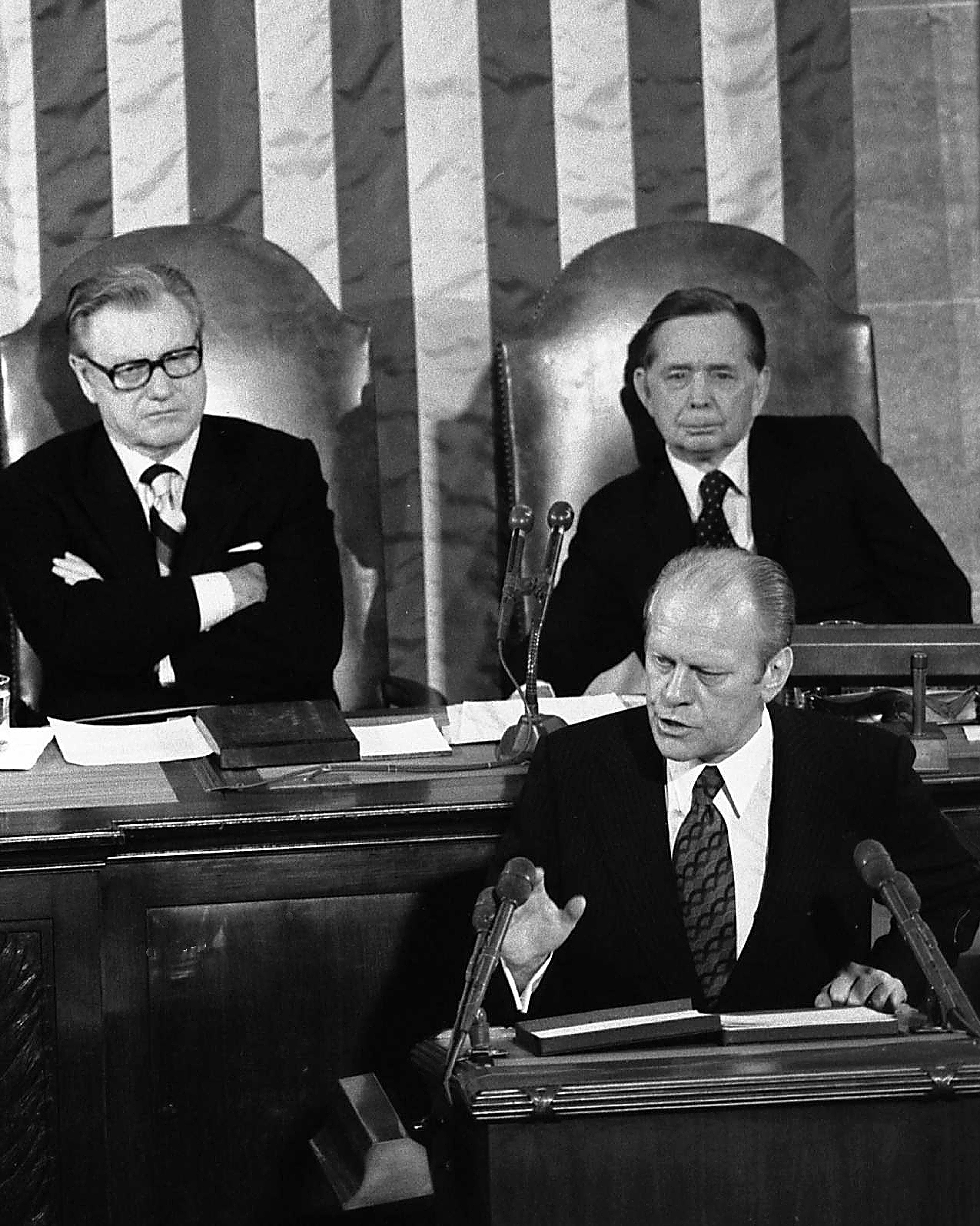
上下両院合同本会議で一般教書演説を行なうジェラルド・R・フォード大統領（手前）と、上院議長として共同議長を務めるネルソン・ロックフェラー副大統領（後方左）、同じく共同議長を務めるカール・B・アルバート下院議長（後方右）(1975年1月15日)

1. ジョン・カルフーン： 1832年、出身地選出の上院議員に空席が生じたため、これを補填するため上院に転出し副大統領を辞任。
2. スピロ・アグニュー： 1973年、州知事時代の収賄罪が確定したのを受けて副大統領を辞任。

在任中に次期大統領選に当選した副大統領
1. ジョン・アダムズ： 副大統領を2期務め、1796年アメリカ合衆国大統領選挙で勝利。
2. トマス・ジェファソン： 副大統領を1期務め、1800年アメリカ合衆国大統領選挙で勝利[注釈 6]。
3. マーティン・ヴァン・ビューレン： 副大統領を1期務め、1836年アメリカ合衆国大統領選挙で勝利。
4. ジョージ・H・W・ブッシュ： 副大統領を2期務め、1988年アメリカ合衆国大統領選挙で勝利[注釈 7]。

退任後間をおいて大統領選に当選した元副大統領
1. リチャード・ニクソン： 副大統領を2期務め、1960年アメリカ合衆国大統領選挙に出馬するも敗北。8年間の雌伏の後、1968年アメリカ合衆国大統領選挙に再出馬して勝利。
2. ジョー・バイデン： 副大統領を2期務め、退任から4年後の2020年アメリカ合衆国大統領選挙に出馬して勝利。

大統領指名により就任した副大統領
1. ジェラルド・フォード： アグニュー副大統領の辞任に伴い、ニクソン大統領による指名と上下両院の承認を得て、1973年に副大統領に就任。
2. ネルソン・ロックフェラー： フォード副大統領の大統領昇格に伴い、フォード大統領による指名と上下両院の承認を得て、1974年に副大統領に就任。

2人の大統領の下での副大統領
1. ジョージ・クリントン： ジェファソン大統領とマディソン大統領の下で副大統領。
2. ジョン・カルフーン： ジョン・クィンシー・アダムズ大統領とジャクソン大統領の下で副大統領。

事実上更迭された副大統領
現職大統領が再選を目指す大統領選挙で副大統領候補を差し替えたことは過去に6例を数えるが、そのうちの5例までが事実上の更迭となっている。
1. アーロン・バー： ジェファソン大統領の1期目の副大統領。1期目終了の後、ニューヨーク州知事選挙に出馬を表明。このバーの2期目不出馬のみが更迭ではないが、一方でジェファソンも慰留はしていない[注釈 9]。
2. ハンニバル・ハムリン： リンカーン大統領の1期目の副大統領。リンカーンは急進派のハムリンと反りが合わなくなり、事実上の更迭となる。
3. スカイラー・コルファクス： グラント大統領の1期目の副大統領。在任中に起きた公共事業不正発注疑惑への関与が疑われ、事実上の更迭となる。
4. リーヴァイ・モートン： ベンジャミン・ハリソン大統領の副大統領。在任中に上院が与野党同数となったが、公正中立を掲げるモートンはなかなか議長決裁権を与党側に有利な形で行使しなかったため、大統領との関係が冷却、事実上の更迭となる。新しい副大統領候補で大統領選挙に臨んだハリソンは敗北している。
5. ジョン・ガーナー： フランクリン・ルーズベルト大統領の1期目と2期目の副大統領。ルーズベルトの3選出馬に反対して、事実上の更迭となる。ガーナーは自ら民主党の大統領候補指名争いに名乗りを上げるが、力及ばず予備選の段階で敗北。
6. ヘンリー・ウォレス： フランクリン・ルーズベルト大統領の3期目の副大統領。当初ウォレスは副大統領としては異例の要職を任されるなどルーズベルトの信頼が厚かったが、後に意見が衝突、事実上の更迭となる[注釈 10]。

在任が最長の副大統領
いずれも在任2期8年を務めあげている。
- ジョン・アダムズ
- ダニエル・トンプキンズ
- トマス・マーシャル
- ジョン・ガーナー
- リチャード・ニクソン
- ジョージ・H・W・ブッシュ
- アル・ゴア
- ディック・チェイニー
- ジョー・バイデン

在任が最短の副大統領

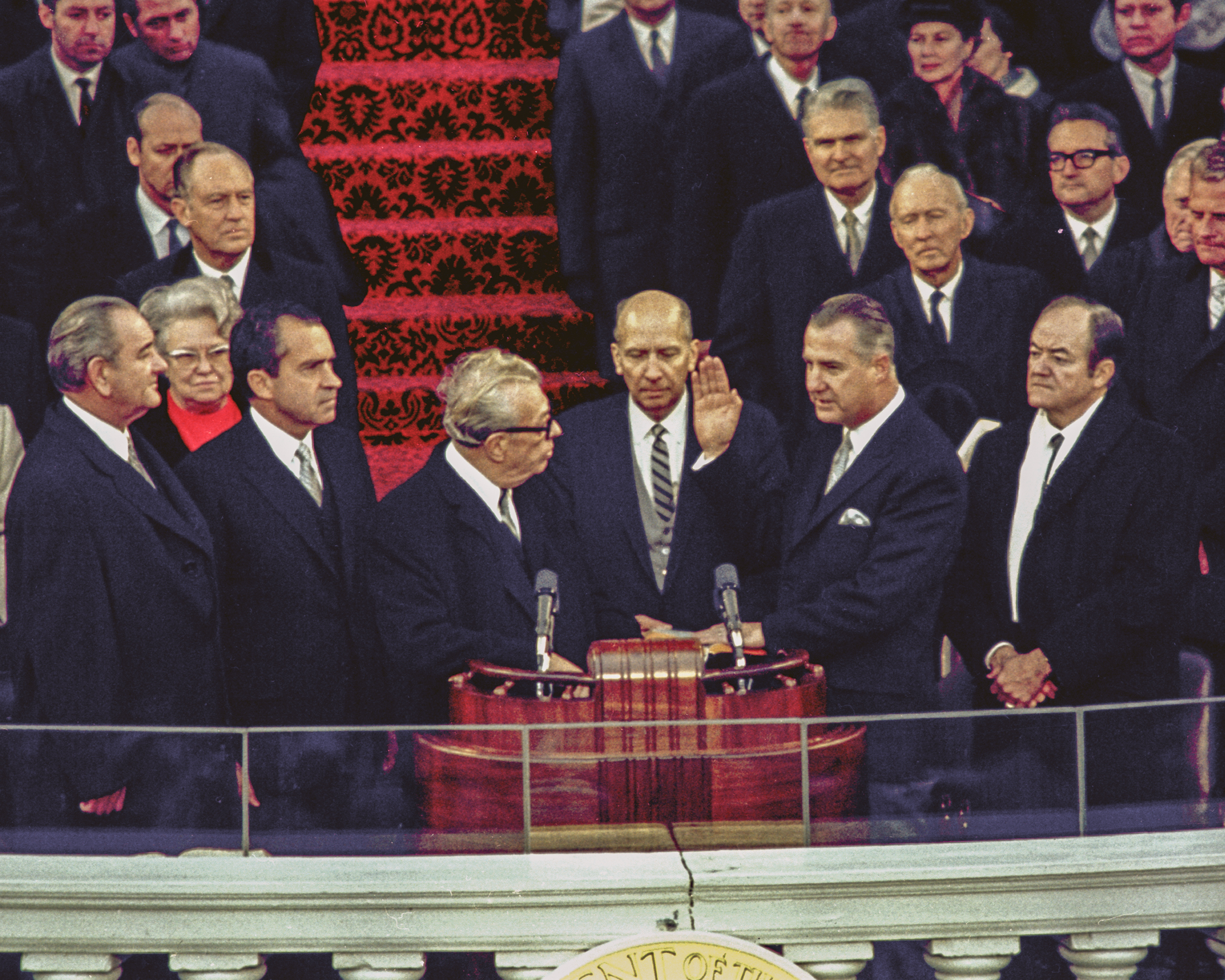
前列左から退任するリンドン・ジョンソン大統領（37代目副大統領）、就任を数分後に控えたリチャード・ニクソン新大統領（36代目副大統領）、2人おいて宣誓するスピロ・アグニュー新副大統領（39代目副大統領）、退任するヒューバート・H・ハンフリー副大統領（38代目副大統領）。いずれも副大統領経験者である。(1969年1月20日の就任式にて)

- ジョン・タイラー： ウィリアム・ヘンリー・ハリソン大統領が極寒の中で強行した就任演説が元で風邪をこじらせ、間もなく肺炎により死亡したことから、副大統領在任わずか31日で大統領に昇格。

最年長の副大統領
- アルバン・バークリー： 1953年1月20日の退任時、75歳。

最年少の副大統領
- ジョン・ブレッキンリッジ： 1857年3月4日の就任時、36歳。

在任中に人を銃撃した副大統領
1. ディック・チェイニー： 2006年2月11日、友人の弁護士ハリー・ウィッティングトンを狩猟中に誤射。ウィッティングトンは顔面を中心に150〜200発の散弾を受け緊急入院、14日には軽い心臓発作に見舞われるが回復、17日に無事退院。誤射の原因は酒に酔った状態での射撃とされる。ちなみにチェイニーは青年時代に飲酒運転による逮捕歴がある。

ノーベル平和賞を受賞した副大統領
1. セオドア・ルーズベルト： 大統領に昇格後の1906年に受賞（日露戦争の調停と講和会議の斡旋）。
2. チャールズ・ドーズ： 副大統領在任中の1925年に受賞（第一次世界大戦後のドイツ経済を回復・安定させる計画の研究）。
3. アル・ゴア： 副大統領を退任後の2007年に受賞（講演や著書「不都合な真実」などによる環境問題の啓蒙活動）。

## 現在の存命の副大統領経験者
2025年8月6日現在、現職者のJ・D・ヴァンスを除く存命のアメリカ合衆国副大統領経験者は、以下の6名。

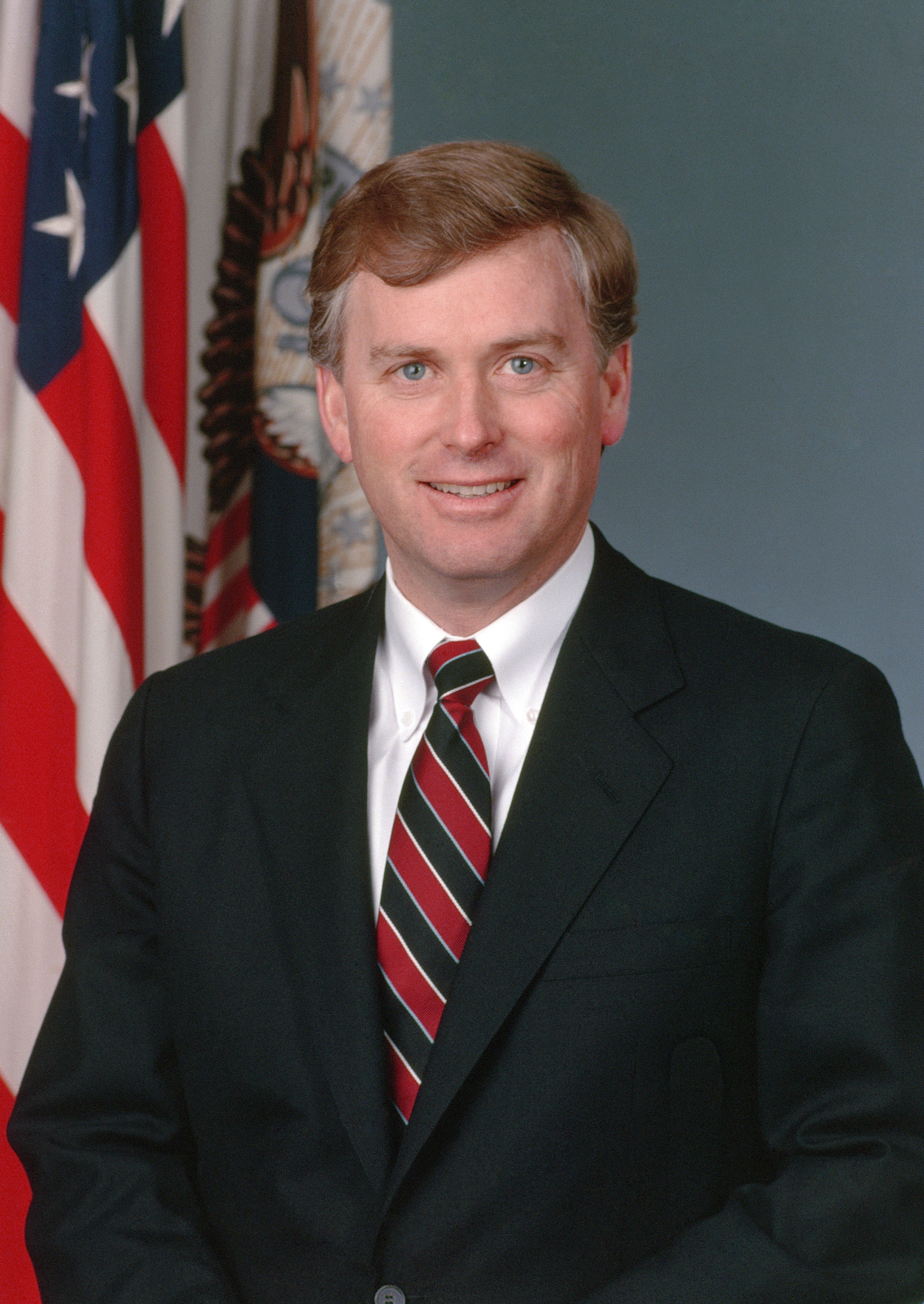
ダン・クエール（78歳） 第44代 (在任：1989年 - 1993年)
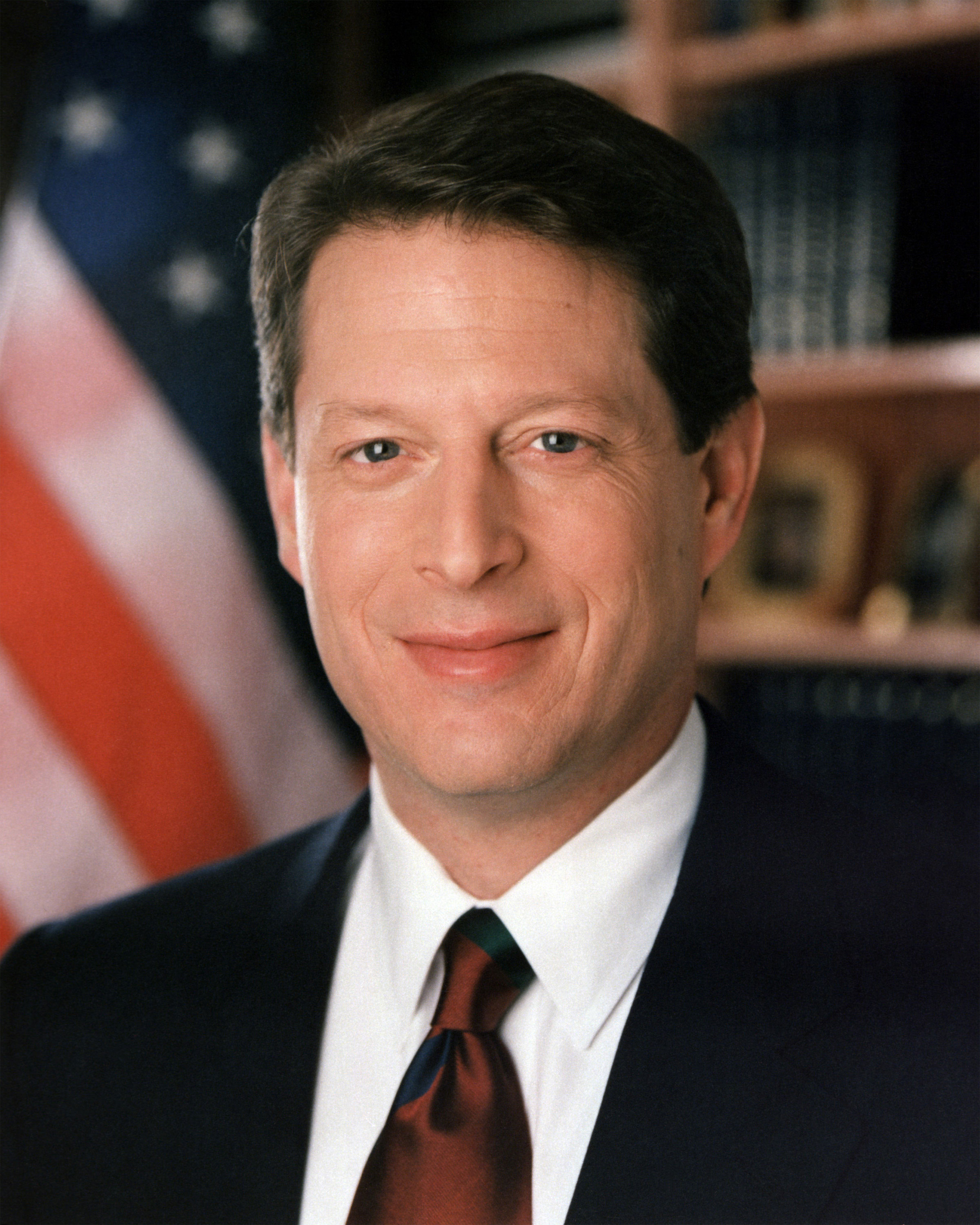
アル・ゴア（77歳） 第45代 (在任：1993年 – 2001年)
ディック・チェイニー（84歳） 第46代 (在任：2001年 – 2009年)
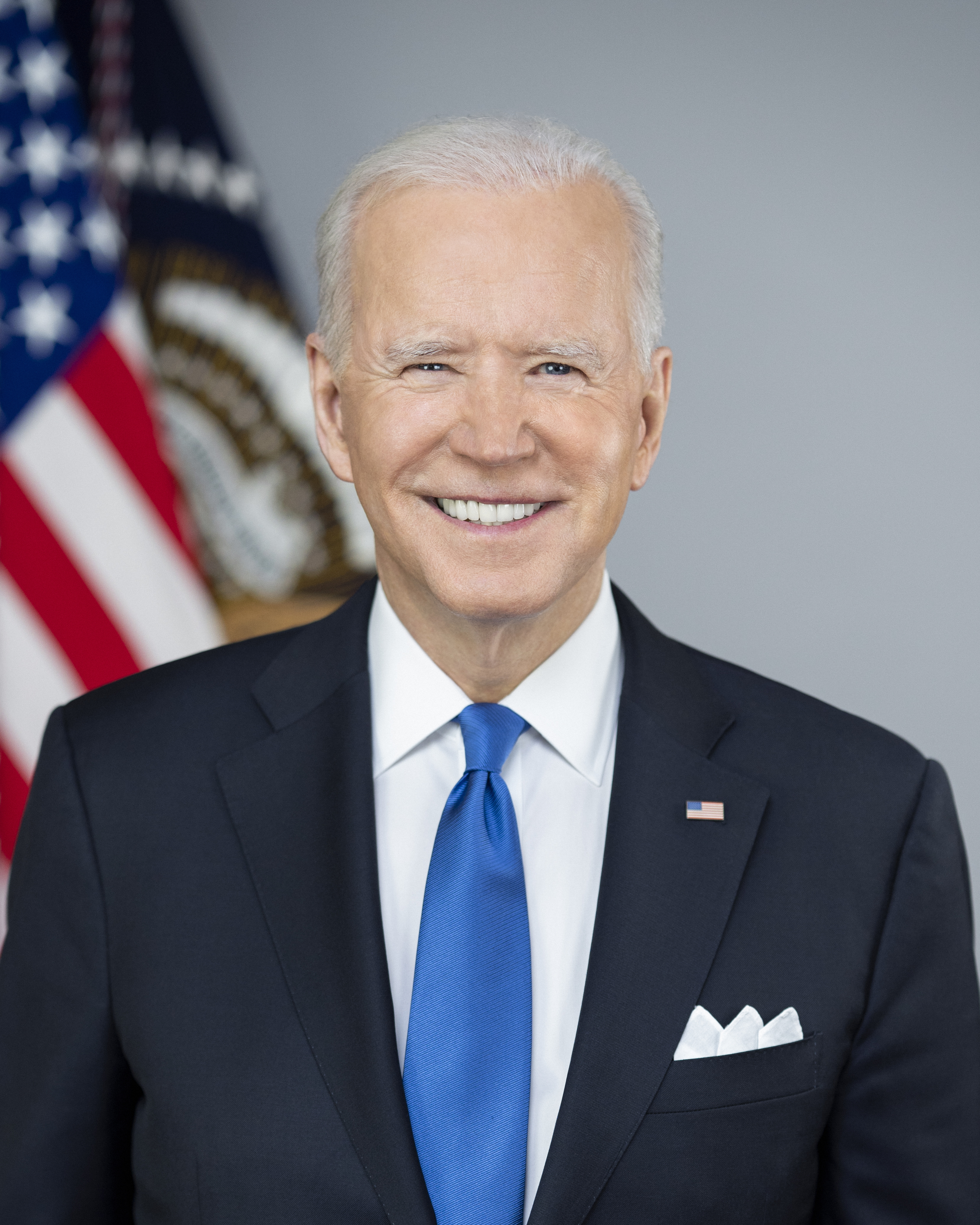
ジョー・バイデン（82歳） 第47代 (在任：2009年 – 2017年)
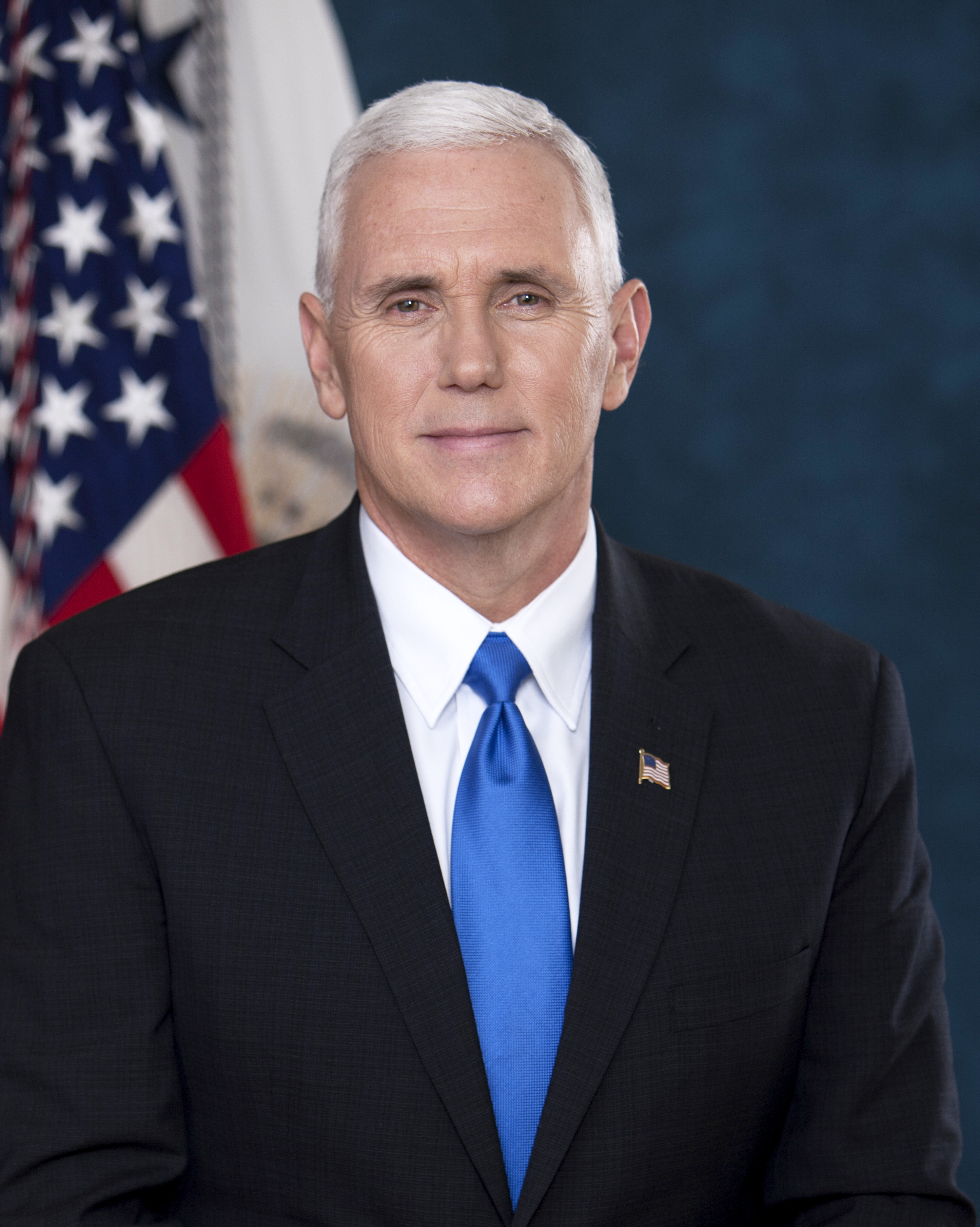
マイク・ペンス（66歳） 第48代 (在任：2017年 – 2021年)
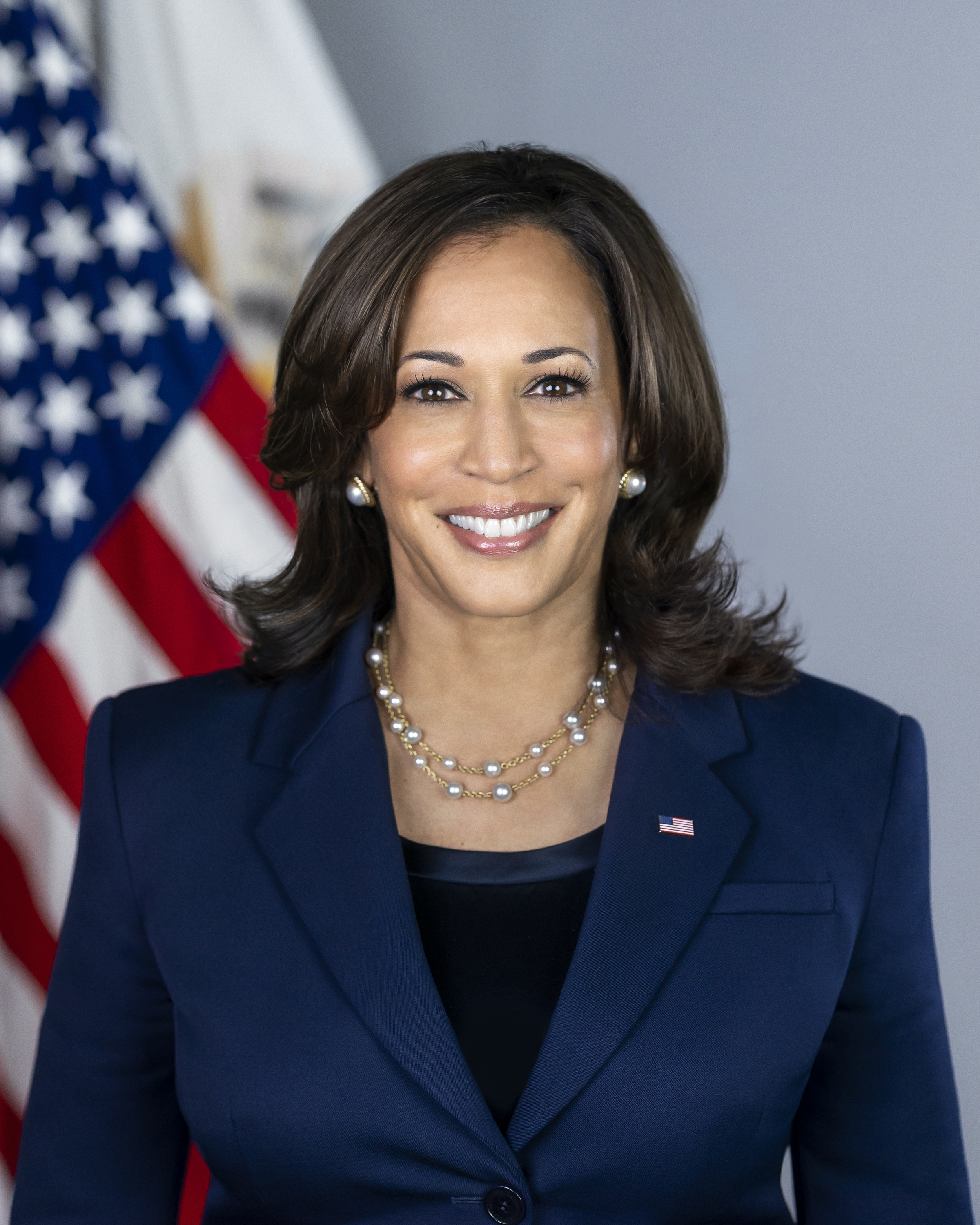
カマラ・ハリス（60歳） 第49代 (在任：2021年 – 2025年)

副大統領は退任後も、儀礼上は副大統領の接遇を受け「ミスター・ヴァイス・プレジデント（Mr. Vice President）」と呼ばれる。